# Linia kolejowa nr 273

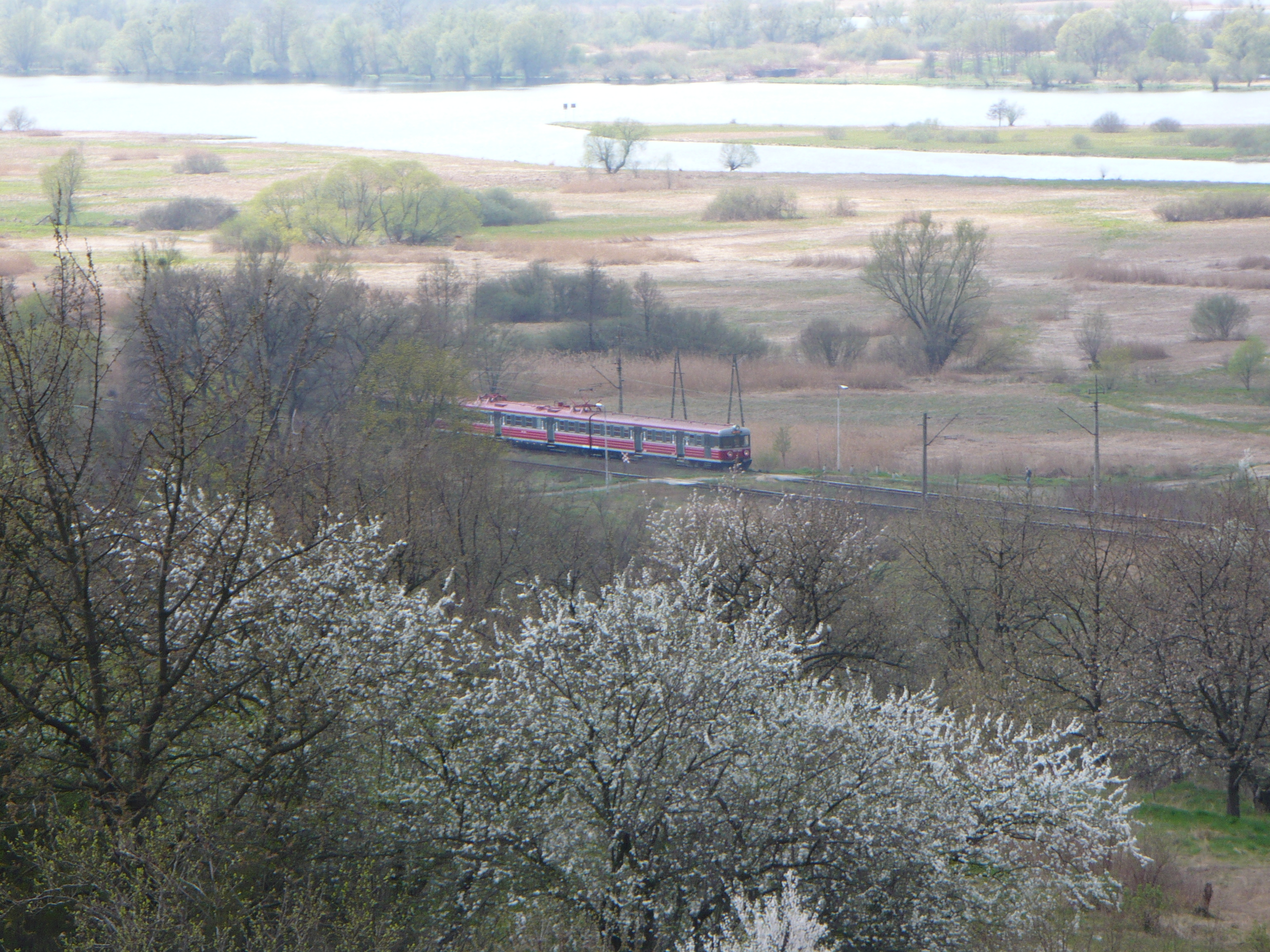
Linia 273 w Szczecinie-Kluczu

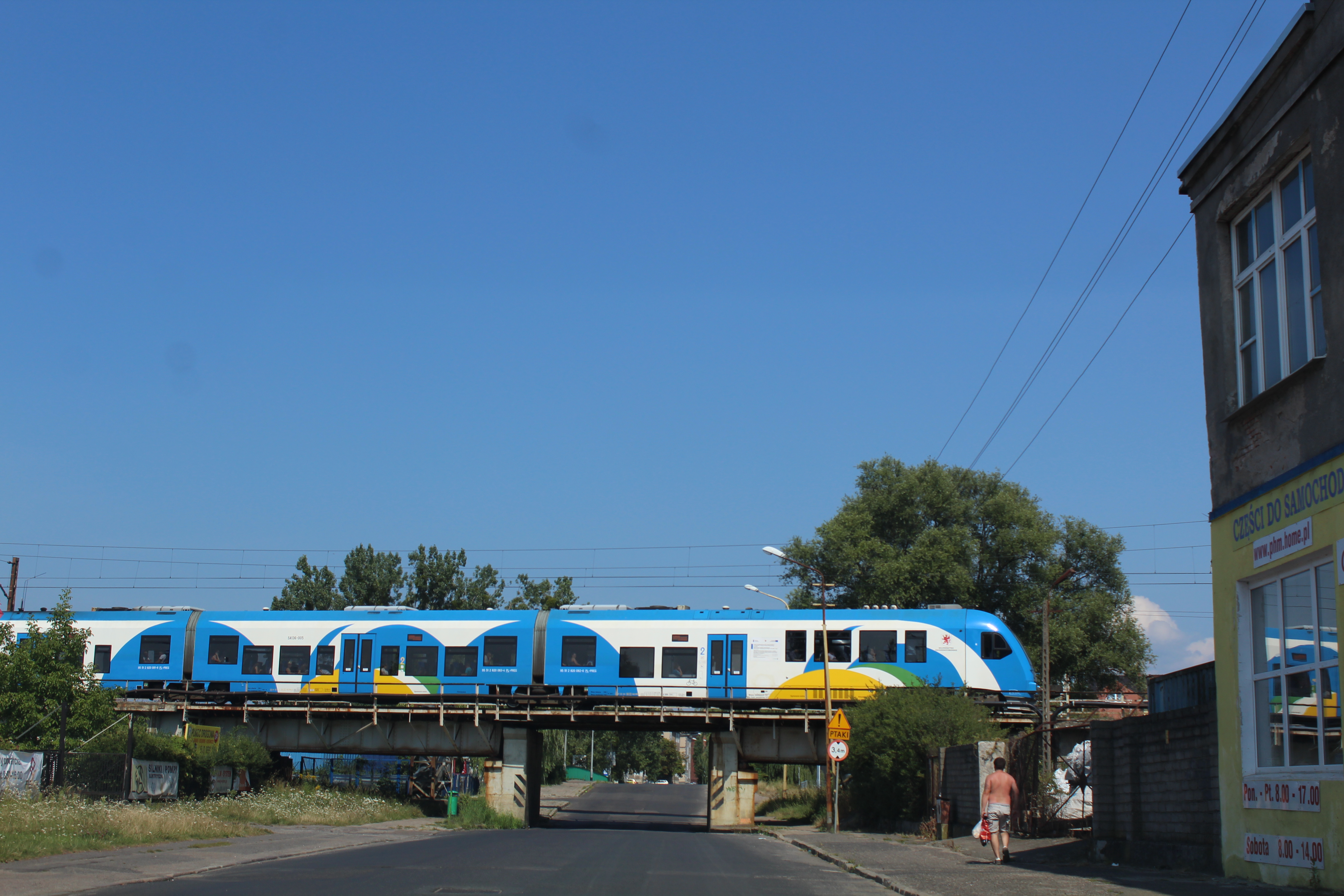
Wiadukt nad ul. Leona Heyki w ciągu linii nr 273 (Szczecin)

Linia kolejowa nr 273 Wrocław Główny – Szczecin Główny (potocznie linia nadodrzańska, magistrala nadodrzańska,  Nadodrzanka) – linia kolejowa w zachodniej Polsce łącząca Wrocław ze Szczecinem przez Brzeg Dolny, Wołów, Głogów, Nową Sól, Zieloną Górę, Kostrzyn nad Odrą i Gryfino. Położona w granicach województw dolnośląskiego, lubuskiego i zachodniopomorskiego oraz na obszarze Zakładów Linii Kolejowych PKP PLK we Wrocławiu, w Zielonej Górze i w Szczecinie.

## Przebieg linii
Podział linii według obszarów działania Zakładów Linii Kolejowych spółki PKP Polskie Linie Kolejowe (w nawiasach podano krańcowe stacje):
- od początku linii w km −0,306 do km 116,000 (Wrocław Główny – Czerna): Zakład Linii Kolejowych we Wrocławiu,
- od km 116,000 do km 285,000 (Bytom Odrzański – Bielin): Zakład Linii Kolejowych w Zielonej Górze,
- od km 285,000 do końca linii w km 355,819 (Witnica Chojeńska – Szczecin Główny): Zakład Linii Kolejowych w Szczecinie.

Numery tabel w rozkładzie jazdy:
- od Wrocławia Gł. do Głogowa – tabela 265,
- od Głogowa do Kostrzyna – tabela 355,
- od Kostrzyna do Szczecina Gł. – tabela 366.

Podział linii według województw:
- od Wrocławia Gł. do Czernej – dolnośląskie,
- od Bytomia Odrzańskiego do Kostrzyna – lubuskie,
- od Namyślina do Szczecina Gł. – zachodniopomorskie.

## Historia

### do 1945 r.
Budowę linii nadodrzańskiej prowadziło Towarzystwo Kolei Wrocławsko-Świdnicko-Świebodzickiej. Zanim powstał pierwszy odcinek obecnej linii 273, w 1856 r. BFE wybudowało tory łączące swoją pierwszą linię Wrocław-Świebodzice z węzłem w Jaworzynie Śląskiej z linią Kolei Dolnośląsko-Marchijskiej (Wrocław-Berlin) z węzłem w Legnicy; pierwotnie więc linia zaczynała się w Legnicy. Od końca lat 60. XIX wieku otwierano kolejne odcinki linii nadodrzańskiej:
- grudzień 1869 r. – z Legnicy do Lubina Górniczego,
- styczeń 1871 r. – do Rudnej Gwizdanowa,
- październik 1871 r. – do Czerwieńska,
- maj 1874 r. – do Rzepina,
- styczeń 1875 r. – do Kostrzyna,
- listopad 1876 r. – do Chojny,
- 15 maja 1877 r. – ostatni odcinek do Szczecina.

W międzyczasie w sierpniu 1874 r. linię nadodrzańską od stacji Rudna Gwizdanów połączono bezpośrednio z Wrocławiem przez Wołów. Końcowymi stacjami były Breslau-Freiburger Bahnhof (Dworzec Świebodzki) we Wrocławiu oraz Stettin-Breslauer Bahnhof (Dworzec Wrocławski) w Szczecinie (początkowo pod nazwą Stettin-Breslau-Freiburger Bahnhof).
W przeciwieństwie do dworców budowanych we Wrocławiu, gdzie każdy prywatny zarządca kolei posiadał „własny” dworzec końcowy (w sumie powstały obok siebie aż 4), w Szczecinie były tylko 2 – Dworzec Berliński (ob. Główny) i właśnie Dworzec Wrocławski, oddalone od siebie o ok. 5 km i nieposiadające torowego połączenia, co stanowiło problem dla pasażerów. Wskutek tego, po upaństwowieniu przedsiębiorstwa BFE w 1884 r., podjęto decyzję o skierowaniu pociągów na Dworzec Berliński położony bliżej centrum. Po niespełna 10 latach, w 1886 r., Dworzec Wrocławski przestał pełnić funkcję dworca pasażerskiego i obsługiwał już tylko ruch towarowy. Do 1945 r. pociągi kursujące z Wrocławia w kierunku Głogowa korzystały jeszcze z dwóch dworców: Świebodzkiego i Głównego.
W rozkładzie jazdy pociągów Kursbuch na lata 1944/45 (tabela 144) po całej trasie nie kursował już żaden pociąg. Kursowało natomiast kilkanaście par pomiędzy różnymi odcinkami linii:
- z Wrocławia Gł. – do Ścinawy: 8 par, do Głogowa: 5 par,
- z Głogowa – do Czerwieńska: 5 par, do Kostrzyna: 2 pary,
- z Kostrzyna do Gryfina i Szczecina Gł.: 2 pary.

Najwięcej pociągów na dobę według rozkładu było na trasie Gryfino – Szczecin Gł. – aż 20 par.
Nazwy stacji przed 1945 r. (linki prowadzą do artykułów o miejscowościach, linki do stacji znajdują się w infoboksie):
| - Breslau Hauptbahnhof → Wrocław Główny - Breslau Freiburger Bahnhof → Wrocław Świebodzki - Breslau Mochbern → Wrocław Muchobór - Breslau Schmiedefeld → Wrocław Kuźniki - Breslau Herrnprotsch → Wrocław Pracze - Klein Bresa → Brzezinka Średzka - Kniegnitz → Księginice - Dyhernfurth → Brzeg Dolny - Loßwitz → Łososiowice - Wohlau → Wołów - Kunzendorf (Oder) → Małowice Wołowskie - Steinau (Oder) → Ścinawa - Kulmikau → Chełmek Wołowski - Raudten Stadt → Rudna Miasto - Raudten-Queissen → Rudna Gwizdanów - Lindenbach (wcześniej: Kreidelwitz) → Krzydłowice - Gramschütz (Kr. Glogau) → Grębocice - Schwarztal (wcześniej: Schrepau) → Krzepów - Glogau → Głogów - Fröbel → Wróblin Głogowski → Głogów Wróblin - Brieg (Kr. Glogau) → Brzeg Głogowski - Alteichen (wcześniej: Klein Tschirne) → Czerna - Beuthen (Bz. Liegnitz) → Bytom Odrzański - Neusalz (Oder) → Nowa Sól - Nittritz → Niedoradz - Altkessel → Stary Kisielin - Grünberg (Schlesien) → Zielona Góra - Schertendorf → Przylep - Rothenburg (Oder) → Czerwieńsk - Straßburg (Oder) → Nietkowice - Rädnitz → Radnica | - Beutnitz (Mark) → Bytnica - Baudach (Mark) → Budachów - Pleiskehammer → Pliszka - Groß Gandern → Gądków Wielki - Hermania → Jerzmanice Lubuskie - Reppen → Rzepin - Drenzig → Drzeńsko - Kohlow → Kowalów - Groß Rade → Radów - Lässig → Laski Lubuskie - Göritz (Oder) → Górzyca - Göritz Bruch Güterbahnhof → Ługi Górzyckie - Kietzerbusch → Chyrzyno - Küstrin Neustadt Hauptbahnhof → Kostrzyn - Neumühl Kutzdorf → Namyślin - Fürstenfelde (Neumark) → Boleszkowice - Bärwalde (Neumark) → Mieszkowice - Bellin → Bielin - Vietnitz (Neumark) → Witnica Chojeńska - Jädickendorf → Godków - Königsberg (Neumark) → Chojna - Uchtdorf → Lisie Pole - Kehrberg → Krzywin Gryfiński - Wilhelmsfelde-Fiddichow → Widuchowa - Pakulent → Pacholęta - Neu Zarnow → Nowe Czarnowo - Greifenhagen → Gryfino - Wintersfelde → Czepino - Ferdinandstein → Daleszewo - Klütz → Szczecin Klucz - Podejuch → Szczecin Podjuchy - Stettin Breslauer Bahnhof → Szczecin Dworzec Wrocławski - Stettin Hauptbahnhof (wcześniej: Stettin Berliner Bahnhof) → Szczecin Główny |

### po 1945 r.
Z powodu zniszczonego mostu nad Regalicą pod koniec lat 40. XX wieku pociągi z Podjuch do Szczecina Głównego kursowały objazdem przez Zdroje i Dąbie, gdzie następowała zmiana czoła pociągu, a następnie trasą linii 351 przez Dziewoklicz. Przejazd między Podjuchami a dworcem głównym zajmował wówczas ok. 2 godzin. Poza tym zniszczone były jeszcze 2 mosty – przed Brzegiem Dolnym oraz między Czerwieńskiem a Nietkowicami.
W latach 1945–2007 na trasie zlikwidowano kilka stacji i przystanków, a kilka innych uruchomiono. Już w latach 60. lub 70. zlikwidowano stację Krzydłowice między Rudną Gwizdanowem a Grębocicami; w podobnym okresie uruchomiono przystanek Orzeszków koło Wołowa. W połowie lat 70. po uruchomieniu Huty Miedzi w Głogowie uruchomiono przy niej przystanek Głogów Huta. Podobnie stało się z otwartą w 1974 r. Elektrownią Dolna Odra na południe od Gryfina. Wówczas to zlikwidowano przystanek Nowe Czarnowo, a ok. 1 km na północ uruchomiono stację Dolna Odra. W połowie lat 80. wybudowano przystanek Czerna Mała we wsi Czerna. Koniec PRL-u przyniósł likwidację Dworca Świebodzkiego (pozostał tylko na potrzeby ruchu towarowego) oraz stacji Chyrzyno (została jako posterunek odgałęźny), jeszcze przed zamknięciem linii z Gorzowa Wielkopolskiego Zieleńca. Około 1991 r. uruchomiono stację Będów między Czerwieńskiem a Rzepinem. Ostatnią zlikwidowaną stacją był Szczecin Klucz (1997 r.; powodem była duża popularność komunikacji miejskiej). Stacja Kostrzyn Towarowy nigdy nie była stacją pasażerską; pomimo wybudowania peronu, z przyczyn technicznych, nie dopuszczono do obsługi pasażerów ze względu na zbyt bliskie usytuowanie słupów trakcyjnych od krawędzi peronu.
W 1981 r. między Wrocławiem a Głogowem kursowało 8 par pociągów, w tym 3 pospieszne (m.in. „Ślązak” relacji Kraków Gł. – Zielona Góra). Wszystkie pospieszne oraz połowa osobowych kursowało przez lub z Wrocławia Głównego, pozostałe z dworca Świebodzkiego. Cały odcinek Głogów – Kostrzyn pokonywały tylko 3 pary pociągów, w tym 2 osobowe z Krakowa Gł. do Szczecina Gł. (jeden z nich kursował przez Legnicę). Pomiędzy Kostrzynem a Szczecinem kursowało 8 par pociągów (pospieszny relacji Wrocław Gł. – Kołobrzeg kursował z pominięciem Szczecina Gł.)
W 1979 r., jednocześnie od Szczecina i Wrocławia, rozpoczęto montaż sieci trakcyjnej. Daty elektryfikacji poszczególnych odcinków:
- 1979 r.: Szczecin Główny – Szczecin Port Centralny podg SPA,
- pierwsza połowa 1982 r.: Wrocław Główny – Ścinawa,
- grudzień 1982 r.: Ścinawa – Głogów Wróblin,
- grudzień 1983 r.: Głogów Wróblin – Czerwieńsk oraz SPA – Nowe Czarnowo (Dolna Odra),
- grudzień 1984 r.: Czerwieńsk – Jerzmanice Lubuskie,
- maj 1985 r.: pozostały odcinek Czerwieńsk – Dolna Odra.

W grudniu 1984 r. otwarto obwodnicę (od razu zelektryfikowaną) dla pociągów towarowych pomiędzy Jerzmanicami Lubuskimi a Drzeńskiem, omijającą stację w Rzepinie. Stała się ona częścią linii 273, a odcinek przez Rzepin według PKP Polskich Linii Kolejowych jest sklasyfikowany jako 2 łącznice – nr 821 od Jerzmanic do Rzepina i nr 822 od Rzepina do podg Drzeńsko, w związku z czym Nadodrzanka zmieniła nieco swój przebieg i od tamtej pory omija Rzepin.
W 1991 r. w Genewie w Szwajcarii państwa europejskie podpisały umowę o ważnych międzynarodowych liniach transportu kombinowanego i obiektach towarzyszących. Jedną z nich jest linia nr 273 wpisana jako linia CE 59.
11 listopada 2011 r. w pobliżu Stadionu Miejskiego został otwarty przystanek Wrocław Stadion.
29 maja 2015 PKP PLK podpisały ze spółką Infra Silesia w konsorcjum z DB Schenker Rail Polska umowę na modernizację toru nr 2 w km 78,509 – 98,642 (Rudna Gwizdanów – Głogów). Realizacja kontraktu trwała do 30 czerwca 2017 i objęła wymianę nawierzchni torowej torów nr 1 i 2 na odcinku 30 km, modernizację 13 przejazdów kolejowo-drogowych, rewitalizację 26 obiektów inżynieryjnych – w tym dwóch mostów – oraz wymianę ośmiu rozjazdów kolejowych.
W 2015 roku wybudowany został również nowy przystanek na terenie Zielonej Góry – Nowy Kisielin, choć przez pierwsze lata nie zatrzymywały się na nim żadne pociągi. W latach 2015–2017 przeprowadzono naprawę główną torów, modernizację sieci trakcyjnej i peronów na odcinku Głogów – Głogów Wróblin – Bytom Odrzański, optymalizację prędkości na szlakach Boleszkowice – Mieszkowice, Kowalów – Laski Lubuskie oraz profilowanie ław torowiska z wymianą podrozjazdnic na stacji Szczecin Podjuchy połączone z remontem mostu zwodzonego oraz Jerzmanice Lubuskie – Drzeńsko. Wszystkie prace wykonała firma ZRK DOM Poznań, a prace pozwoliły zwiększyć prędkość do 120 km/h. W 2018 wykonane zostaną roboty wyprzedzające na pozostałych odcinkach linii kolejowej nr 273 w ramach zadania „Poprawa dostępu do portów morskich w Szczecinie i Świnoujściu”, które także wykona ZRK DOM Poznań.
7 czerwca 2017 PKP Polskie Linie Kolejowe podpisały umowę z konsorcjum firm Infra Silesia i Transkopol na remont toru nr 1 na odcinkach Wołów – Małowice Wołowskie oraz Grębocice – Głogów. 15 stycznia 2018 roku rozpoczęto modernizację odcinka Kostrzyn-Drzeńsko – Rzepin – Jerzmanice Lubuskie. Wymianie uległa nawierzchnia torowa, rozjazdy na podg Jerzmanice Lubuskie i podg Drzeńsko, a także perony na stacji Rzepin. Powstały również nowe stacje – Szczecin Łasztownia, zlokalizowana w strategicznym punkcie miasta i mająca za zadanie zapewnić dogodne połączenie z innymi środkami transportu takimi jak tramwaje i autobusy, oraz Szczecin Żydowce, która znajduje się w południowo-zachodnim obszarze miasta.
W sierpniu 2025 roku PKP Polskie Linie Kolejowe S.A. podpisały dwie umowy na modernizację odcinków linii kolejowej nr 273, tzw. Nadodrzanki, przebiegającej przez województwa dolnośląskie, lubuskie i zachodniopomorskie. Pierwsza umowa obejmuje odcinek Wrocław Pracze – Głogów, gdzie po modernizacji pociągi pasażerskie będą mogły osiągać prędkość do 160 km/h, a towarowe do 100 km/h. Druga dotyczy odcinka od Głogowa do granicy województwa zachodniopomorskiego, gdzie prędkość pasażerska wzrośnie do 140 km/h. Prace obejmą m.in. wymianę torów, modernizację sieci trakcyjnej, urządzeń sterowania ruchem kolejowym, obiektów inżynieryjnych oraz przystanków. Modernizacja ma skrócić czas przejazdu z Wrocławia do Szczecina o ok. 40 minut. Roboty zostaną wykonane w formule „projektuj i buduj” przez firmę Trakcja S.A. (odcinek Wrocław Pracze – Głogów, wartość ok. 154 mln zł netto) oraz konsorcjum DOLKOM i SBM (odcinek Głogów – granica województwa zachodniopomorskiego, wartość ok. 216 mln zł netto). Projekt jest współfinansowany z Krajowego Planu Odbudowy i Zwiększenia Odporności, a zakończenie prac planowane jest na drugą połowę 2026 roku.

## Ruch pociągów
Linia została zakwalifikowana przez Biuro Eksploatacji spółki PKP Polskie Linie Kolejowe jako „linia o priorytecie towarowym”.
Minimalny (hipotetyczny) czas przejazdu całej linii z maksymalną dozwoloną prędkością wynosi 5:17 h dla toru nieparzystego (pociągi pasażerskie i szynobusy – średnio 67,4 km/h) oraz 6:12 h dla pociągów towarowych (śr. 58 km/h). Na torze parzystym 5:38 h dla szynobusów (62,7 km/h), 5:47 h dla pociągów pasażerskich (61,2 km/h) i 6:16 h dla pociągów towarowych (56,3 km/h).
Porównanie czasu przejazdów dla pociągów osobowych w wybranych latach (wartości uśrednione):

a) pomiędzy Wrocławiem Głównym a Głogowem (99 km):
| - 1944/45 r.: ok. 2:35 h - 1948 r.: część odcinka zamknięta - 1951/52 r.: ok. 2:15 h - 1967/68 r.: ok. 2:25 h - 1983/84 r.: ok. 1:55 h | - 1989/90 r.: ok. 1:50 h - 1995/96 r.: ok. 1:45 h - 2002 r.: ok. 2:25 h (z powrotem: 2:05 h) - 2007 r.: ok. 2:25 h - 2014 r.: ok. 2:00 h - 2019 r.: ok. 1:40 h |

b) pomiędzy Głogowem a Zieloną Górą (54 km):
| - 1944/45 r.: ok. 1:10 h - 1948 r.: ok. 1:25 h - 1951/52 r.: ok. 1:15 h - 1967/68 r.: ok. 1:15 h - 1983/84 r.: ok. 1:20 h | - 1989/90 r.: ok. 1:00 h - 1995/96 r.: ok. 0:55 h - 2002 r.: ok. 1:00 h - 2007 r.: ok. 1:15 h - 2010 r.: ok. 1:25 h (z powrotem: ok. 1:30 h) - 2019 r.: ok. 0:50 h |

c) pomiędzy Zieloną Górą a Kostrzynem (102 km):
| - 1944/45 r.: ok. 2:45 h - 1948 r.: część odcinka zamknięta - 1951/52 r.: ok. 2:40 h - 1967/68 r.: ok. 2:20 h - 1983/84 r.: ok. 2:30 h | - 1989/90 r.: ok. 1:55 h - 1995/96 r.: ok. 1:55 h - 2002 r.: ok. 2:05 h - 2007 r.: ok. 2:20 h - 2018 r.: ok. 1:20 h |

d) pomiędzy Kostrzynem a Szczecinem Głównym (100 km):
| - 1944/45 r.: ok. 2:40 h - 1948 r.: ok. 2:55 h (do Szcz. Dąbia) - 1951/52 r.: ok. 2:25 h (do Szcz. Dąbia) - 1967/68 r.: ok. 2:25 h - 1983/84 r.: ok. 2:20 h | - 1989/90 r.: ok. 2:05 h - 1995/96 r.: ok. 1:55 h - 2002 r.: ok. 2:15 h - 2007 r.: ok. 2:00 h (z powrotem: 2:30 h) - 2019 r.: ok. 1:26 h |

Statystyka pociągów kursujących na linii 273 (kursywą opisano nazwy pociągów):

### Pociągi regionalne
REGIO – na poszczególnych odcinkach kursuje od kilku do kilkunastu par pociągów regio obsługiwanych jednostkami EN57, EN71 i ED78.

### Pociągi dalekobieżne
6 par pociągów dalekobieżnych kursowało pomiędzy Zieloną Górą a obwodnicą Czerwieńska. Były to TLK „Zielonogórzanin” do Warszawy Wschodniej, TLK „Bachus” i „Stoczniowiec” do Gdyni Głównej, TLK „Ukiel” do Olsztyna Głównego, TLK „Czartoryski” do Lublina Głównego i IC „Wawel” do Krakowa Głównego.
.
Linia 273 jest często nazywana „Nadodrzanką”, ponieważ przez większość trasy prowadzi wzdłuż rzeki Odry. Przekracza ją pięciokrotnie (jadąc od Wrocławia) – przed Brzegiem Dolnym, Ścinawą, za Czerwieńskiem i dwukrotnie w Szczecinie: tuż za stacją Podjuchy – Regalicę (Odrę Wschodnią) i przed Dworcem Głównym – Odrę Zachodnią. Raz przekracza także największy dopływ Odry – Wartę przy jej ujściu przed Kostrzynem. Maksymalne oddalenie torów od Odry (w linii prostej) wynosi ok. 18 km od stacji Godków i ok. 17 km od stacji Gądków Wielki.
Jadąc ze Szczecina w kierunku Gryfina przed stacją Szczecin Podjuchy znajduje się jedyny w Polsce czynny kolejowy most zwodzony rozpięty nad rzeką Regalicą. To właśnie zburzenie tego mostu przez wycofujące się z miasta wojska III Rzeszy w 1945 r. przez kilka powojennych lat utrudniało wjazd pociągów do Szczecina. Most został odbudowany w 1949 r.
Układ torów na stacji w Czerwieńsku zmuszał do tego, że pociągi jadące z/do Zielonej Góry w/z kierunku Zbąszynka i Poznania Gł. za każdym razem musiały zmienić kierunek jazdy (czoło pociągu) – w pociągach dalekobieżnych konieczne było objechanie pociągu przez lokomotywę. Taki przymusowy ponad 10-minutowy postój miały (według rozkładu 2012/13) m.in. TLK (Zielonogórzanin i Lubuszanin) do/z Warszawy Wschodniej i pociąg TLK Bachus do/z Gdyni Głównej. 9 czerwca 2013 r. oddano do użytku kolejową obwodnicę Czerwieńska, która umożliwiła przejazd pociągów z pominięciem stacji Czerwieńsk i tym samym zaoszczędzenie czasu na procedurę zmiany czoła pociągu.